# Eiskunstlauf-Weltmeisterschaften 1959
Die 50. Eiskunstlauf-Weltmeisterschaften fanden in Colorado Springs (Vereinigte Staaten) statt.

## Ergebnisse

### Herren
| Platz | Sportler          | Land                   |
| ----- | ----------------- | ---------------------- |
| 1     | David Jenkins     | Vereinigte Staaten     |
| 2     | Donald Jackson    | Kanada                 |
| 3     | Tim Brown         | Vereinigte Staaten     |
| 4     | Alain Giletti     | Frankreich             |
| 5     | Karol Divín       | Tschechoslowakei       |
| 6     | Tilo Gutzeit      | BR Deutschland         |
| 7     | Alain Calmat      | Frankreich             |
| 8     | Bradley Lord      | Vereinigte Staaten     |
| 9     | Norbert Felsinger | Österreich             |
| 10    | Edward Collins    | Kanada                 |
| 11    | Robert Brewer     | Vereinigte Staaten     |
| 12    | David Clements    | Vereinigtes Königreich |
| 13    | Hubert Köpfler    | Schweiz                |

Punktrichter waren:
- E. Kucharz  Österreich
- Donald H. Gilchrist  Kanada
- P. Baron  Frankreich
- Theo Klemm  BR Deutschland
- Pamela Davis  Vereinigtes Königreich
- M. Enderlin  Schweiz
- R. Sackett  Vereinigte Staaten

### Damen
| Platz | Sportlerin         | Land               |
| ----- | ------------------ | ------------------ |
| 1     | Carol Heiss        | Vereinigte Staaten |
| 2     | Hanna Walter       | Österreich         |
| 3     | Sjoukje Dijkstra   | Niederlande        |
| 4     | Ina Bauer          | BR Deutschland     |
| 5     | Barbara Roles      | Vereinigte Staaten |
| 6     | Lynn Finnegan      | Vereinigte Staaten |
| 7     | Regine Heitzer     | Österreich         |
| 8     | Nancy Heiss        | Vereinigte Staaten |
| 9     | Anna Galmarini     | Italien            |
| 10    | Sandra Tewkesbury  | Kanada             |
| 11    | Margaret Crosland  | Kanada             |
| 12    | Sonja Snelling     | Kanada             |
| 13    | Carla Tichatschek  | Italien            |
| 14    | Yuko Araki         | Japan              |
|       | Joan Haanappel (Z) | Niederlande        |

- Z = Zurückgezogen

Punktrichter waren:
- Oscar Madl  Österreich
- P. Devine  Kanada
- Theo Klemm  BR Deutschland
- Pamela Davis  Vereinigtes Königreich
- Grazia Barcellona  Italien
- Benedict-Stieber  Niederlande
- A. Krupy  Vereinigte Staaten

### Paare
| Platz | Sportler                            | Land               |
| ----- | ----------------------------------- | ------------------ |
| 1     | Barbara Wagner / Robert Paul        | Kanada             |
| 2     | Marika Kilius / Hans-Jürgen Bäumler | BR Deutschland     |
| 3     | Nancy Ludington / Ronald Ludington  | Vereinigte Staaten |
| 4     | Maria Jelinek / Otto Jelinek        | Kanada             |
| 5     | Margret Göbl / Franz Ningel         | BR Deutschland     |
| 6     | Maribel Owen / Dudley Richards      | Vereinigte Staaten |
| 7     | Gayle Freed / Karl Freed            | Vereinigte Staaten |
| 8     | Diana Hinko / Heinz Döpfl           | Österreich         |

Punktrichter waren:
- Oscar Madl  Österreich
- Donald H. Gilchrist  Kanada
- P. Baron  Frankreich
- Theo Klemm  BR Deutschland
- Pamela Davis  Vereinigtes Königreich
- Grazia Barcellona  Italien
- Benedict-Stieber  Niederlande
- M. Enderlin  Schweiz
- R. Sackett  Vereinigte Staaten

### Eistanz
| Platz | Sportler                             | Land                   |
| ----- | ------------------------------------ | ---------------------- |
| 1     | Doreen Denny / Courtney Jones        | Vereinigtes Königreich |
| 2     | Andree Anderson / Donald Jacoby      | Vereinigte Staaten     |
| 3     | Geraldine Fenton / William McLachlan | Kanada                 |
| 4     | Margie Ackles / Charles Phillips     | Vereinigte Staaten     |
| 5     | Ann Martin / Edward Collins          | Kanada                 |
| 6     | Christiane Guhel / Jean Paul Guhel   | Frankreich             |
| 7     | Cathrine Morris / Michael Robinson   | Vereinigtes Königreich |
| 8     | Svata Staroba / Mirek Staroba        | Kanada                 |
| 9     | Judy Lamar / Ronald Ludington        | Vereinigte Staaten     |

Punktrichter waren:
- Edwin Kucharz  Österreich
- P. Devine  Kanada
- J. Meudec  Frankreich
- A. D. C. Cordon  Vereinigtes Königreich
- Harold Hartshorne  Vereinigte Staaten

## Medaillenspiegel
| Platz | Land                   | Gold | Silber | Bronze | Gesamt |
| ----- | ---------------------- | ---- | ------ | ------ | ------ |
| 1     | Vereinigte Staaten     | 2    | 1      | 2      | 5      |
| 2     | Kanada                 | 1    | 1      | 1      | 3      |
| 3     | Vereinigtes Königreich | 1    | –      | –      | 1      |
| 4     | BR Deutschland         | –    | 1      | –      | 1      |
| 4     | Österreich             | –    | 1      | –      | 1      |
| 6     | Niederlande            | –    | –      | 1      | 1      |